# チェスボクシング

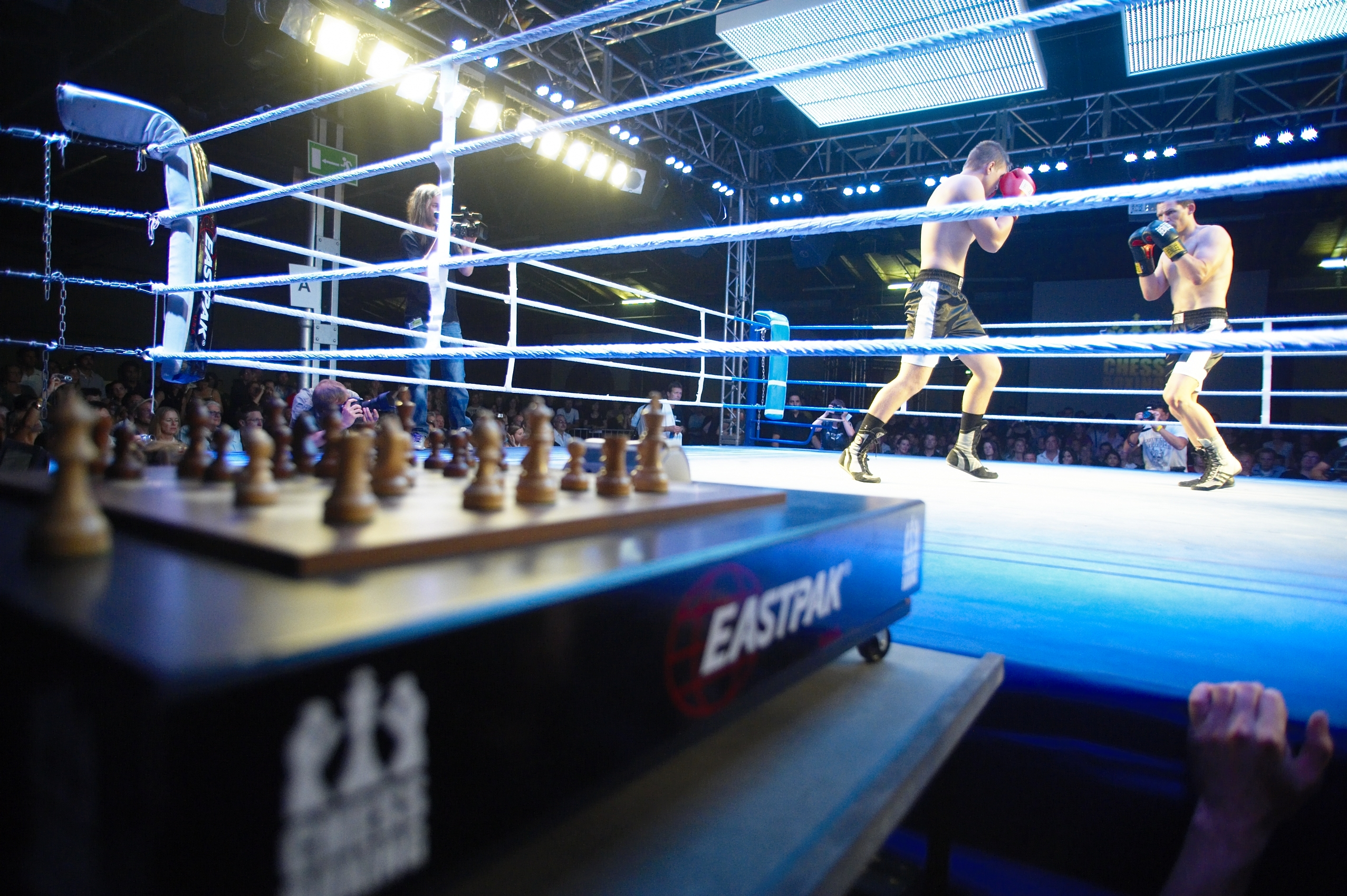
リングとチェス盤(2008年)

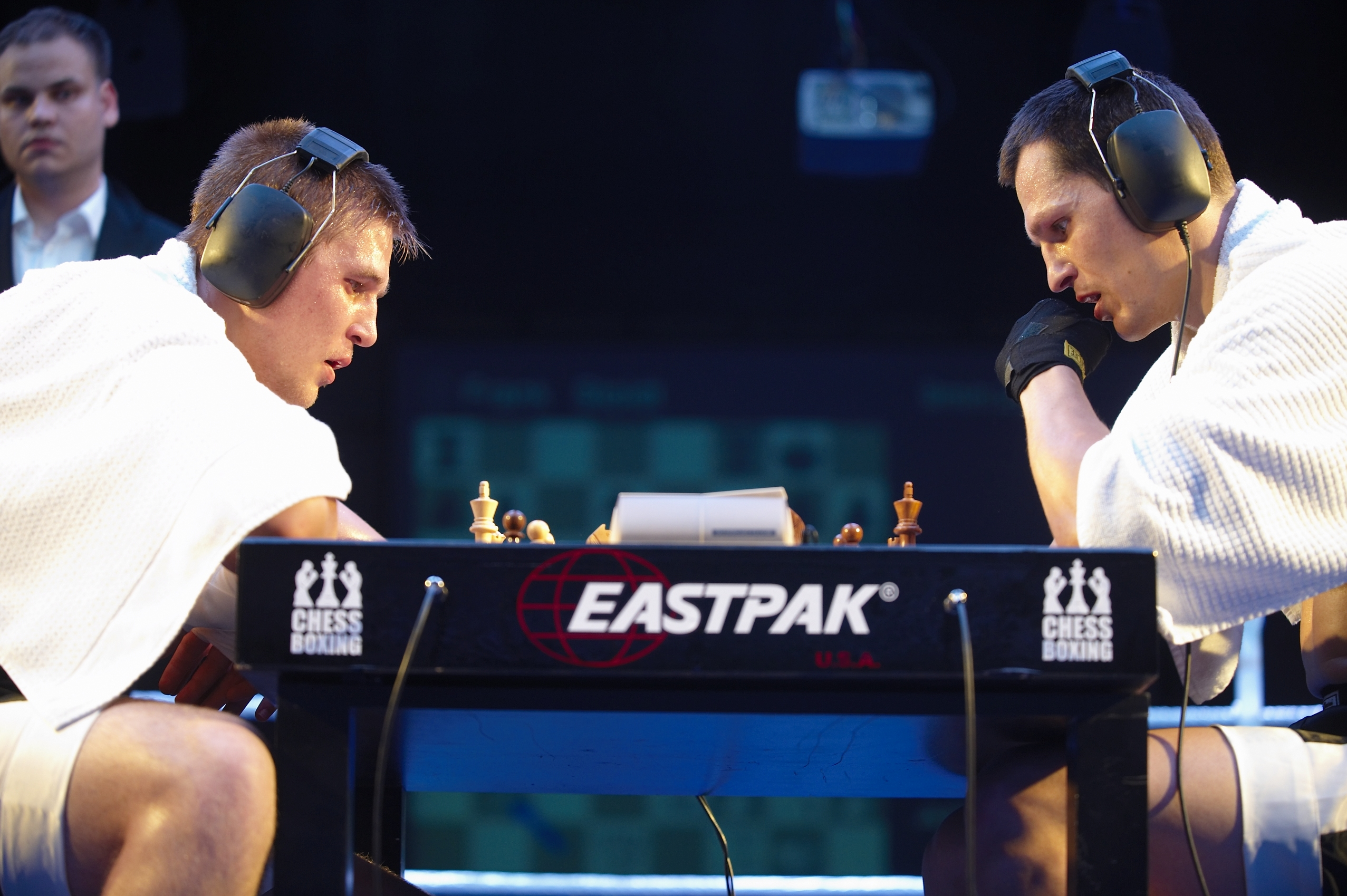
チェスのラウンド

チェスボクシング（英: Chess boxing）とは、チェスとボクシングを融合したスポーツである。
チェスボクシングは、1992年にフランス人漫画家であるエンキ・ビラルによって構想された。この構想は、ビラルの『冷たい赤道』という作品の中で詳細に描かれている。

## 歴史
オランダ人芸術家のイップ・ルービングが、ベルリンで芸術活動をしている際に、ビラルの作品『冷たい赤道』にチェスとボクシングを組み合わせたシーンがあったことを思い出し、「精神と肉体の両極の組み合わせは芸術作品になりうる」と考えた。そこで、ルービングは、2003年に「五輪種目への採用」を究極の目標として掲げ、競技団体「世界チェスボクシング機構」（WCBO）を旗揚げし、オランダのアムステルダムで第1回世界選手権を開催した。

## ルール
チェスボクシングの試合は、1試合11ラウンドで構成され、チェス（早指しチェス）6ラウンドとボクシング5ラウンドの試合を交互に行うことによって進められる。それぞれのラウンドの間には、1分間の休憩がとられる。
勝利条件は、先に、チェスでチェックメイトをするか相手の持ち時間（9分）を使い切らせるか、ボクシングでノックアウトまたはテクニカルノックアウトを取ることとなる。11ラウンドで勝敗が決まらない場合は、ボクシングの判定で勝敗を決める。最終ラウンドまで戦った場合、45分程度で終了する。

## 対戦
アムステルダムで行われた第1回世界選手権では、ルービング自身が優勝を果たし初代ミドル級王者となった。2005年10月1日にはベルリンで第1回欧州チェスボクシング選手権が開催され、ブルガリアのTihomir TitschkoがドイツのAndreas Schneiderを下して優勝した。
2004年4月17日に日本初のデモストレーションファイトが行われた際には、ルービングと柳瀬総一郎が戦い、7ラウンド目のチェスにおいて、ルービングが柳瀬をチェックメイトして勝利した。

## 類似スポーツ
テレビ番組「探偵!ナイトスクープ ザ・ゴールデン」（2009年3月15日放送回）での企画として、チェスの代わりに将棋を行う「将棋ボクシング」が実施された。三十秒のボクシングと、一手につき二十秒の制限で将棋を二分、交互に行う。
ボクシングが趣味で将棋棋士の先崎学九段（当時は八段）と将棋が趣味でボクシング元世界チャンピオンの井岡弘樹が対戦した。将棋の6ラウンド目（ボクシングと合計すると12ラウンド目）に先崎があと一手で詰みという状態に井岡を追い込んだが、そこでラウンドが時間切れとなり、続くボクシングラウンドで井岡が先崎をノックアウトして勝利した。